# 2-amino-4-dezoksihorizmat dehidrogenaza
2-amino-4-dezoksihorizmat dehidrogenaza (EC 1.3.99.24, ADIC dehidrogenaza, 2-amino-2-dezoksiizohorizmatna dehidrogenaza, SgcG) je enzim sa sistematskim imenom (2S)-2-amino-4-dezoksihorizmat:FMN oksidoreduktaza. Ovaj enzim katalizuje sledeću hemijsku reakciju
(2)-2-amino-4-dezoksihorizmat + FMN {\displaystyle \rightleftharpoons } 3-(1-karboksiviniloksi)antranilat + FMNH2
Sekvencijalno dejstvo enzima EC 2.6.1.86, 2-amino-4-dezoksihorizmat sintaze i ovog enzima dovodi do formiranja benzoksazolinata od antitumornog antibiotika C-1027.

## Literatura
- Nicholas C. Price; Lewis Stevens (1999). Fundamentals of Enzymology: The Cell and Molecular Biology of Catalytic Proteins (Third изд.). USA: Oxford University Press. ISBN 019850229X.
- Eric J. Toone (2006). Advances in Enzymology and Related Areas of Molecular Biology, Protein Evolution (Volume 75 изд.). Wiley-Interscience. ISBN 0471205036.
- Branden C; Tooze J. Introduction to Protein Structure. New York, NY: Garland Publishing. ISBN 0-8153-2305-0.
- Irwin H. Segel. Enzyme Kinetics: Behavior and Analysis of Rapid Equilibrium and Steady-State Enzyme Systems (Book 44 изд.). Wiley Classics Library. ISBN 0471303097.

## Spoljašnje veze
- 2-amino-4-deoxychorismate+dehydrogenase на 